# Corinca

## Corinca
Corinca es una figura legendaria asociada a la mitología mexica. En algunas narraciones contemporáneas y reconstrucciones míticas, se le identifica como el último rey o tlatoani de Aztlán, la tierra de origen de los mexicas (aztecas), antes de su migración hacia el Valle de México. Sin embargo, no existen fuentes históricas prehispánicas o coloniales que confirmen su existencia, por lo que se le considera un personaje de origen legendario o simbólico, más que histórico.

### Contexto mítico
Según la tradición mexica, los pueblos nahuas partieron desde Aztlán, una isla o ciudad mítica ubicada "al norte" (probablemente en el actual noroeste de México o el suroeste de Estados Unidos), en busca de una señal divina que marcaría el lugar donde fundarían su nueva ciudad: Tenochtitlan. Esta migración forma parte del relato fundacional de los mexicas.
En algunas versiones modernas del mito, Corinca es descrito como el gobernante que fue derrocado o vencido, lo cual motivó la salida de los mexicas de Aztlán. Su caída representa el fin de una era mítica y el inicio del éxodo que culminaría con la fundación del imperio mexica. Estas narraciones suelen ser utilizadas en contextos educativos, literarios o culturales para reconstruir la identidad indígena y reinterpretar el pasado ancestral de México.